# Arthur Gore (8. hrabia Arran)
Arthur Stange Kattendyke David Archibald Gore (ur. 5 lipca 1910, zm. 23 lutego 1983), brytyjski arystokrata i dyplomata, młodszy syn Arthura Gore'a, 6. hrabiego Arran i Maud von Kattendyke, córki barona Huyssena von Kattendyke. Jego starszym bratem był Arthur Gore, 7. hrabia Arran.
Wykształcenie odebrał w Eton College i w Balliol College w Oksfordzie. W latach 1939–1940 był asystentem attaché prasowego brytyjskiego poselstwa w Bernie, a w latach 1941-1942 pełnił analogiczną funkcję w Lizbonie. W latach 1943–1945 był zastępcą dyrektora ds. ziem zamorskich w ministerstwie informacji. W latach 1945–1949 kierował sekretariatem Centralnego Urzędu Informacji. Po śmierci swojego starszego brata w 1958 odziedziczył tytuł hrabiego Arran i zasiadł w Izbie Lordów.
11 czerwca 1937 poślubił Fionę Bryde Colquhoun, córkę Iana Colquhouna of Luss, 7. baroneta i Geraldine Tennant, córki Francisa Tennanta. Arthur i Fiona mieli razem dwóch synów:
- Arthur Desmond Colquhoun Gore (ur. 14 lipca 1938), 9. hrabia Arran
- Philip Gore (ur. 22 marca 1943)